# جی‌ون کارتر
جی‌ون کارتر (انگلیسی: Jevon Carter؛ زادهٔ ۱۴ سپتامبر ۱۹۹۵) بازیکن بسکتبال اهل ایالات متحده آمریکا است.
از باشگاه‌هایی که در آن بازی کرده‌است می‌توان به فینیکس سانز اشاره کرد.